# Desa Ridogalih (administrativ by i Indonesien, lat -6,93, long 106,51)
Desa Ridogalih är en administrativ by i Indonesien.   Den ligger i provinsen Jawa Barat, i den västra delen av landet, 90 km söder om huvudstaden Jakarta.